# Бернард Штерн
Бернард Штерн (пол. Bernard Stern; нар. 26 січня 1848, Бучач — пом. 6 лютого 1920, Варшава) — польський політик та бізнесмен, мер Бучача (1876⁣ — ⁣1920), член Законодавчого сейму (1919⁣ — ⁣1922), член Конституційного робітничого клубу, член Імперської ради у 1911⁣ — ⁣1918 роках.

## Біографія
Бернард Штерн народився 26 січня 1848 року в єврейській родині. Він закінчив 6 класів гімназії. 
Його батько був головою кагалу. Бернард володів у Бучачі броварнею, а від 1911 р. був послом до австрійського парламенту і входив до Польського кола.
8 червня 1885 року на виборах до Державної ради у Відні, на виборчому окрузі Коломия — Снятин — Бучач,  підтримав прихильників доктора Еміля Бика.
Під час одного із судових процесів його адвокатом був Іван Мандичевський, син греко-католицького священника та громадського діяча Корнила Мандичевського. 
У 1885 році Штерна звинуватили у знищенні, серед іншого, майна єврейської громади. 20 листопада 1898 року разом з олдерменами Бучача (включно з парафіяльним міським священником, греко-католицьким священником Теодором Телаковським) Штерн взяв участь у церемонії відкриття пам'ятника королю Яну III Собеському у Львові.
У грудні 1888 року він зробив пожертву на користь Товариства піклування ветеранів 1831 року.
У 1919 р. Штерна обрано до Сейму Речі Посполитої першої каденції від Клубу конституційної праці.
Помер 6 лютого 1920 року у Варшаві.